# Druk termotransferowy
Druk termotransferowy polega na uzyskiwaniu obrazu na etykiecie poprzez podgrzewanie pigmentu zawartego w taśmie termotransferowej (odpowiednik taśmy barwiącej). Taśma termotransferowa przesuwa się wraz z taśmą z etykietami, a rozgrzana głowica drukarki termotransferowej uwalnia substancję barwiącą z taśmy termotransferowej i dzięki dociskowi przenosi ją na powierzchnię etykiety. Za pomocą tej techniki można dokonywać druku na różnych rodzajach podłoży. Druk termotransferowy cechuje wysoka trwałość.
Stosowane metody druku termotransferowego:
- transfer wosku
- dyfuzja barwnika